# Graja de Iniesta (kommunhuvudort)
Graja de Iniesta är en kommunhuvudort i Spanien.   Den ligger i provinsen Provincia de Cuenca och regionen Kastilien-La Mancha, i den centrala delen av landet, 200 km sydost om huvudstaden Madrid. Graja de Iniesta ligger 836 meter över havet och antalet invånare är 444.
Terrängen runt Graja de Iniesta är lite kuperad. Runt Graja de Iniesta är det ganska glesbefolkat, med 26 invånare per kvadratkilometer. Närmaste större samhälle är Minglanilla, 6,0 km öster om Graja de Iniesta. Trakten runt Graja de Iniesta består till största delen av jordbruksmark.